# 1317 en Angleterre
Chronologie de l'Angleterre
- 1313
- 1314
- 1315
- 1316
- 1317
- 1318
- 1319
- 1320
- 1321

Cette page concerne l'année 1317 du calendrier julien.

## Naissances en 1317
- 21 mars : Isabelle de Verdun, baronne Ferrers de Groby (en)
- Date inconnue :
  - Jean de Beaumont, 2e baron Beaumont (en)
  - Thomas de la Dale, juge
  - Philip Darcy, 4e baron Darcy de Knayth
  - John le Despenser, noble
  - Godfrey de Foljambe, propriétaire terrien
  - Agnès Mortimer, comtesse de Pembroke
  - Ralph de Spigurnell, admiral of the fleet
  - William la Zouche, 2e baron Zouche de Haryngworth

## Décès en 1317
- 11 février : Ralph FitzWilliam, seigneur
- 28 février : Thomas Wouldham, évêque de Rochester
- 15 mars : Richard Swinefield, évêque de Hereford
- 25 mars : Robert Willoughby, 1er baron Willoughby d'Eresby
- 28 mars : Walter Maidstone, évêque de Worcester
- 13 ou 14 juin : Roger Brabazon, juge
- 25 juin : Henry Harclay, philosophe et universitaire
- Date inconnue : 
  - Rohese de Clare, baronne Mowbray
  - Jean de Lancastre, seigneur de Beaufort et de Nogent-l'Artaud
  - William de Ormesby, juge